# Родді Гейлі
Родді Гейлі (англ. Roddie Haley; нар. 6 грудня 1964 — пом. 17 лютого 2022) — американський легкоатлет, який спеціалізувався в бігу на короткі дистанції.
Пішов з життя, маючи 57 років.

## Спортивні досягнення
Чемпіон світу з естафетного бігу 4×400 метрів (1987).
Фіналіст (8-е місце) бігу на 400 метрів на чемпіонаті світу (1987).
Чемпіон Панамериканських ігор з естафетного бігу 4×400 метрів (1987).
Переможець Студентського чемпіонату США з бігу на 400 метрів (1985).